# 동물전대 주오저
동물전대 주오우저(動物戦隊ジュウオウジャー)는 2016년 2월 14일부터 2017년 2월 5일까지 《수리검전대 닌닌저》의 후속작으로 방영하였던 슈퍼 전대 시리즈의 40번째 작품이다.

## 캐스팅
- 카자키리 야마토(주오 이글/고릴라/왜일)■: 나카오 마사키
- 세라(주오 샤크)■: 야나기 미키
- 레오(주오 라이온)■: 난바 쇼헤이
- 터스크(주오 엘리펀트)■: 와타나베 츠루기
- 아무(주오 타이거)■: 타테이시 하루카
- 몬도 미사오(주오 더 월드)■: 쿠니시마 나오키
- 모리 마리오: 테라지마 스스무
- 나래이션: 조
- 오프닝 OP: 타카토리 히데아키
- 엔딩 ED:  오니시 요헤이

## 데스가리안
- 지니스: 이노우에 카즈히코
- 저그드: 타케모토 에이지
- 어절드: 나카타 죠지
- 나리아: 코토부키 미나코
- 쿠펄: 이와타 미츠오

## 파워레인저 애니멀포스 성우진
- 이글/고릴라/웨일 레인저(조하늘)■ - 황창영
- 샤크 레인저(세라)■ - 장미
- 라이온 레인저(레오)■ - 권창욱
- 엘리펀트 레인저(터스크)■ - 정주원
- 타이거 레인저(아무)■ - 서유리
- 더 월드 레인저(문세원)■ - 김명준
- 버드(새 인간) - 유동균
- 임마리오 / 해설 - 설영범

## 파워레인저 애니멀포스 데스가리안 성우진
- 지니스 - 이상헌
- 어절드 - 이창민
- 나리아 - 윤은서
- 쿠펄 - 신경선

## 전용 무장
- 주오 체인저(애니멀 체인저) ■■■■■
- 주오 버스터(애니멀 버스터) ■■■■■
- 주오 더 라이트(애니멀 더 라이트) ■
- 주오 더 건로드(애니멀 더 건로드) ■
- 웨일 체인지 건 ■

## 등장 메카

### 쥬오우 큐브(애니멀 큐브)
- 큐브 이글
- 큐브 샤크
- 큐브 라이온
- 큐브 엘리펀트
- 큐브 타이거
- 큐브 고릴라
- 큐브 크로커다일
- 큐브 울프
- 큐브 라이노스
- 큐브 웨일

### 쥬오우 큐브웨폰(애니멀 큐브웨폰)
- 큐브 기린
- 큐브 모구라(큐브 모울)
- 큐브 쿠마(큐브 베어)
- 큐브 코모리(큐브 배트)
- 큐브 옥토퍼스

### 로봇
메인 메카
- 1호 메카 - 주오킹(애니멀킹)
- 2호 메카 - 주오 와일드(와일드킹)
- 3호 메카 - 토우사이 주오(라이드킹)
- 4호 메카 - 도데카이오(오션엠페러)

슈퍼 합체
- 슈퍼 합체 1호 메카 - 와일드 주오킹(와일드 애니멀킹)
- 슈퍼 합체 2호 메카 - 와일드 토우사이킹(와일드 라이드킹)

궁극 합체
- 궁극 합체 메카 - 와일드  토우사이 도데카 킹 (와일드 라이드 오션킹)

## 플레이어
1. 2화, 26화: 하르바고이
2. 3화, 28화: 보우간스
3. 4화, 24화, 34화, 41화: 아미가르드
4. 5화-6화, 30화: 가브리오
5. 8화, 26화: 야바이카
6. 9화, 30화, 41화: 하나야이다
7. 12화: 핫테나
8. 13화, 23화: 노보리존
9. 14화, 28화: 도보로즈
10. 14화-15화, 24화: 한타지
11. 16화: 만토루
12. 17화-18화, 24화, 34화: 토란바스
13. 19화-20화: 보우린겐
14. 21화: 뿌리즈나브루
15. 22화, 30화, 34화, 41화: 이루지온
16. 23화: 쿠루자
17. 25화, 41화: 쟈신가
18. 32화, 41화: 오모테우라
19. 33화: 스모토론가
20. 36화: 선바바
21. 37화-38화: 처짐 파일 브라더스
22. 39화, 41화: 세후돈
23. 40화: 키루멘지
24. 43화: 갓카리제

## 에피소드
제1화: 두근두근 동물랜드
제2화: 이 별을 우습게 보지 마
제3화: 돌아가고 싶지만 돌아갈수 없어
제4화: 링에서 울부짖어라
제5화: 정글의 제왕
제6화: 와일드한 선물
제7화: 고고고고스트가 나왔다
제8화: 사바냐의 멜로디
제9화: 끝나지 않는 하루
제10화: 매우 위험한 게임
제11화: 동물 대집합
제12화: 코 짧은 코끼리
제13화: 산장의 목격자
제14화: 거짓말쟁이 도둑 바보 타입
제15화: 전율의 스나이퍼
제16화: 쥬먼을 찾아라
제17화: 엑스트라 플레이어, 란입
제18화: 새겨진 공포
제19화: 믿는 것은 누구
제20화: 세계의 제왕
제21화: 프리즌 브레이크
제22화: 각성인가,착각인가
제23화: 거수 헌터
제24화: 되살아나는 기억
제25화: 언해피 카메라
제26화: 소중한 날을 지키고 싶어
제27화: 진짜는 어느 쪽?
제28화: 돌아온 우주해적
제29화: 제왕 중의 제왕(슈퍼전대 시리즈 통산 2000회)
제30화: 전설의 거수
제31화: 거수, 일어설때
제32화: 마음은 앞뒤
제33화: 고양이혼의 은혜갚기
제34화: 거수 헌터의 역습
제35화: 주오저 최후의 날
제36화: 할로윈의 왕자님
제37화: 천공의 제왕
제38화: 하늘 높이 날개 펼치다.
제39화: 칼로리와 목걸이
제40화: 남자의 미학
제41화: 처음이자 마지막 기회
제42화: 이 별의 행방
제43화: 크리스마스의 목격자
제44화: 인류의 제왕
제45화: 풀려버린 봉인
제46화: 불사신의 파괴신
제47화: 마지막 게임
최종화(48): 지구는 우리들의 집

## 관련 작품
- 수리검전대 닌닌저 VS 토큐저 THE MOVIE 닌자 인 원더랜드 - 선행등장
- 동물전대 주오저 THE MOVIE 두근두근 서커스 패닉
- 동물전대 주오저 VS 닌닌저 THE MOVIE 미래에서의 메시지 from 슈퍼전대
- 돌아온 동물전대 주오저 목숨접수! 지구제왕결정전